# Nikołaj Manew
Nikołaj Manew, bułg. Николай Манев (ur. 6 czerwca 1956 w Tyrgowiszte, zm. marzec 2015) – bułgarski żużlowiec.

## Życiorys
Dwukrotny finalista indywidualnych mistrzostw świata juniorów (Vojens 1977 – XV miejsce, Lonigo 1978 – XIII miejsce). Pięciokrotny finalista indywidualnego Pucharu Mistrzów (Pardubice 1986 – IX miejsce, Miszkolc 1987 – XIII miejsce, Krsko 1988 – XIII miejsce, Natschbach-Loipersbach 1989 – XIII miejsce, Lonigo 1990 – XIV miejsce). Wielokrotny reprezentant Bułgarii w eliminacjach drużynowych mistrzostw świata, mistrzostw świata par oraz indywidualnych mistrzostw świata (najlepszy wynik: Wiener Neustadt 1986 – X miejsce w finale kontynentalnym).
Sześciokrotny medalista indywidualnych mistrzostw Bułgarii: dwukrotnie złoty (1983, 1994), trzykrotnie srebrny (1980, 1991, 1996) oraz brązowy (1981). Czterokrotny złoty medalista mistrzostw Bułgarii w parach (1981, 1984, 1989, 1990). Czterokrotny złoty medalista drużynowych mistrzostw Bułgarii (1975, 1980, 1985, 1990).